# Ferris (Vorname)
Ferris ist ein männlicher Vorname, für den sich verschiedene etymologische Erklärungen finden:
1. Irische Form von Petrus[1].
2. Verwendung des häufigen englischen Nachnamen Ferris als Vorname; dem Nachnamen wird ein normannischer Ursprung mit Bezug zum im französischen Sprachraum häufigen Ortsnamen Ferrières zugeschrieben.

Träger
- Ferris Ashton, australischer Rugby League-Spieler
- Ferris Bolton, kanadischer Politiker
- Ferris Roy Fain, US-amerikanischer Schlagballspieler
- Ferris Foreman, Militär im Amerikanisch-Mexikanischen Krieg und im Amerikanischen Bürgerkrieg
- Ferris Lowell Greenslet, US-amerikanischer Drehbuchautor und Schriftsteller
- Ferris Taylor, US-amerikanischer Filmschauspieler
- Ferris Webster, US-amerikanischer Drehbuchautor

Siehe auch
- Ferris macht blau
- Ferris MC